# Kazimierz Rutkowski (malarz)
Kazimierz Maria Rutkowski, ps. kapitan Smrek (ur. 25 stycznia 1899 we Lwowie, zm. czerwiec 1941 tamże) – polski malarz.
Po ukończeniu lwowskiego gimnazjum studiował na Akademii Sztuk Pięknych w Krakowie, którą ukończył w 1922. Przez lata nauki szkolnej działał w harcerstwie. Od 1914 służył w Legionach Polskich. W latach 1918–1920 był ochotnikiem w wojnie polsko-rosyjskiej. W 1920 powrócił na uczelnię. Po zakończeniu studiów wielokrotnie odbywał podróże artystyczne; odwiedził m.in. Włochy, Belgię, Grecję, Turcję, Bułgarię, Hiszpanię i Północną Afrykę. Był współzałożycielem Zrzeszenia Artystów Plastyków Zwornik oraz wiceprezesem Związku Zawodowego Artystów Plastyków w Krakowie. Wykonywał wiele prac malarskich we wnętrzach kościołów, przeprowadzał też prace związane z rekonstrukcją zabytków malarstwa sakralnego na terenie Śląska, Kielecczyzny i okolic Krakowa. Przed 1939 mieszkał w Teleśnicy Sannej, po wybuchu II wojny światowej przeniósł się do Lwowa. Tworzył tam komórki Związku Walki Zbrojnej, był pierwszym dowódcą oddziału lwowskiego, przyjął pseudonim Kapitan Smrek. Pojmany przez NKWD został zamęczony w więzieniu na Zamarstynowie w czerwcu 1941.
Za udział w I wojnie światowej został odznaczony Krzyżem Niepodległości.